# Leptothele
Leptothele bencha es una especie de araña migalomorfa de la familia Dipluridae. Es la única especie del género monotípico Leptothele.

## Distribución
Es originaria de Tailandia.